# Salvatore Satta
Salvatore Satta (født 9. august 1902 i Nuoro på Sardinien, død 19. april 1975 i Rom) var en italiensk forfatter.
Salvatore Satta blev uddannet som jurist i Sassari på Sardinien og virkede derefter ved en række universiteter i Italien. Han skrev flere juridiske værker og medvirkede til at forny Italiens straffelovgivning efter fascismens fald. Efter hans pensionering flyttede han tilbage til Sardinien.
Ved hans død i 1975 fandt hans familie blandt hans mange papirer manuskriptet til en roman, Il giorno del giudizio, der blev udgivet i 1977. På dansk udkom romanen i 1989 med titlen Dommens dag. Salvatore Satta havde påbegyndt romanen i 1970, og den handler om mennesker i hans barndomsby Nuoro i begyndelsen af det 20. århundrede, og hvordan moderne tider gradvis ændrer det sardiske samfund. Romanen regnes for et hovedværk i sardisk litteratur og er oversat til sytten sprog.

## Essays
- Contributo alla dottrina dell'arbitrato, Milano, Giuffrè, 1932.
- La rivendita forzata, Milano, Giuffrè, 1933.
- L'esecuzione forzata, Milano, Giuffrè, 1937.
- Teoria e pratica del processo, Milano, Giuffrè, 1940.
- Guida pratica per il nuovo processo civile italiano, Milano, Giuffrè, 1941.
- Manuale di diritto processuale civile, Padova, Cedam, 1948.
- Istituzioni di diritto fallimentare, Roma, Società Editrice del "Foro Italiano", 1948.
- Diritto processuale civile, 1948.
- Commentario al codice di procedura civile, Milano, Vallardi, 1959-71.
- Soliloqui e colloqui di un giurista, Padova, Cedam, 1968.
- Quaderni del diritto e del processo civile, 1969-73.
- Diritto fallimentare, 1974.
- Il mistero del processo, Milano, Adelphi, 1994.

### Romaner
- De profundis, Padova, Cedam, 1948 -Milano, 1980 – Nuoro, 2003.
- Il giorno del giudizio, Padova, Cedam, 1977. 1978. -Adelphi, Milano, 1979. 1990.- Milano, Euroclub, 1979.-Gruppo Editoriale Fabbri-Bompiani-Sonzogno-Etas, 1982.
- La veranda, Milano, Adelphi, 1981. – Milano, Euroclub, 1982. Ilisso, 2002.